# Bayldonite
La bayldonite è un minerale.